# Saint-Pal-de-Chalencon
Saint-Pal-de-Chalencon è un comune francese di 1 044 abitanti situato nel dipartimento dell'Alta Loira della regione dell'Alvernia-Rodano-Alpi.

## Società

### Evoluzione demografica
Abitanti censiti